# Massimiliano Gallo
Massimiliano Gallo (Napoli, 19 giugno 1968) è un attore e regista teatrale italiano.

## Biografia
Figlio d'arte (il padre era Nunzio Gallo e la madre era l'attrice Bianca Maria Varriale), è fratello minore dell'attore Gianfranco Gallo, zio dell'attore Gianluca Di Gennaro. Massimiliano Gallo debutta a teatro all'età di cinque anni e a dieci è già protagonista di diversi telefilm per bambini girati per la Rai. Dopo aver conseguito il diploma al liceo classico si iscrive alla facoltà di lettere moderne ma sostiene solo sette esami e comincia a recitare presso la Compagnia di Carlo Croccolo, spalla di Totò al cinema e amico di famiglia che lo prepara per un esame al Piccolo Teatro di Milano passando la prima selezione ma non la seconda. Nel 1988 fonda, insieme al fratello Gianfranco, la "Compagnia Gallo" che vanta alcuni successi teatrali come la Francesca da Rimini diretta da Aldo Giuffré.
Nel 1997 Carlo Giuffré lo sceglie per interpretare Mario Bertolini, ruolo che fu di Peppino De Filippo, in Non ti pago di Eduardo De Filippo. La stagione successiva interpreta Nennillo in Natale in casa Cupiello, unica edizione senza Eduardo. Nel 2002 interpreta il "rosso" in C'era una volta...Scugnizzi di Claudio Mattone ed Enrico Vaime, vincitore del Premio E.T.I. come miglior musical italiano. Nel 2005 debutta in televisione con Cefalonia. Nel 2006 con Vincenzo Salemme è il Bello di papà. Successivamente recita in una commedia in due atti sempre di Vincenzo Salemme La gente vuol ridere. Nel 2008 Marco Risi lo sceglie per Fortapàsc, nel quale interpreta il boss Valentino Gionta. Nel 2010 interpreta Salvatore in Mine vaganti di Ferzan Ozpetek.
Nel settembre 2011 esce al cinema Mozzarella Stories di Edoardo De Angelis e nello stesso anno recita in La kryptonite nella borsa di Ivan Cotroneo. Al teatro e al cinema alterna la radio e la televisione. Incide due dischi raccolta, il primo dedicato a Titina De Filippo e il secondo a Raffaele Viviani. Nel 2015 è tra i protagonisti di Per amor vostro di Giuseppe Gaudino, con Valeria Golino vincitrice della Coppa Volpi a Venezia,. L'anno seguente è il capitano della nave di Onda su onda, la terza regia di Rocco Papaleo. Dal 2017 al 2023 è il commissario Luigi Palma ne I Bastardi di Pizzofalcone e dal 2019 è Pietro De Ruggeri in Imma Tataranni - Sostituto procuratore, entrambe serie di successo della Rai. Dal 2022 per la prima volta è protagonista in un'altra serie della prima rete, Vincenzo Malinconico, avvocato d'insuccesso. L'anno seguente pubblica il suo primo libro, Favoloso - Favole e pensieri per grandi mai cresciuti. Parallelamente alla carriera cinematografica e televisiva, Gallo lavora in teatro come attore e regista. Tra il 2022 e il 2024 è il protagonista in tre film TV che riprendono le commedie di Eduardo De Filippo ovvero Filumena Marturano, Napoli millionaria! e Questi fantasmi!.

### Vita privata
L’attore ha una figlia di nome Giulia, avuta da un precedente matrimonio con Anna.
Il 3 dicembre 2022 si sposa con l’attrice Shalana Santana, conosciuta a Napoli nel 2011. La coppia ha una figlia, Artemisia, nata nel 2024.

## Filmografia

### Cinema
- No problem, regia di Vincenzo Salemme (2008)
- Fortapàsc, regia di Marco Risi (2009)
- Mine vaganti, regia di Ferzan Özpetek (2010)
- Mozzarella Stories, regia di Edoardo De Angelis (2011)
- La kryptonite nella borsa, regia di Ivan Cotroneo (2011)
- Magnifica presenza, regia di Ferzan Özpetek (2012)
- La santa, regia di Cosimo Alemà (2013)
- L'ultimo goal, regia di Federico Di Cicilia (2013)
- Il Natale della mamma imperfetta, regia di Ivan Cotroneo (2013)
- Perez., regia di Edoardo De Angelis (2014)
- Neve, regia di Stefano Incerti (2014)
- All'improvviso un uomo, regia di Claudio Insegno (2014)
- Core & sang, regia di Lucio Fiorentino (2015)
- Si accettano miracoli, regia di Alessandro Siani (2015)
- Pecore in erba, regia di Alberto Caviglia (2015)
- Io e lei, regia di Maria Sole Tognazzi (2015)
- Per amor vostro, regia di Giuseppe M. Gaudino (2015)
- Effetti indesiderati, regia di Claudio Insegno (2015)
- Babbo Natale non viene da Nord, regia di Maurizio Casagrande (2015)
- Onda su onda, regia di Rocco Papaleo (2016)
- Zeta - Una storia hip-hop, regia di Cosimo Alemà (2016)
- Vieni a vivere a Napoli – episodio Magnifico shock, regia di Edoardo De Angelis (2017)
- The Startup, regia di Alessandro D'Alatri (2017)
- La parrucchiera, regia di Stefano Incerti (2017)
- Nato a Casal di Principe, regia di Bruno Oliviero (2017)
- Metti una notte, regia di Cosimo Messeri (2017)
- Veleno, regia di Diego Olivares (2017)
- Una vita spericolata, regia di Marco Ponti (2018)
- Una festa esagerata, regia di Vincenzo Salemme (2018)
- Bob & Marys - Criminali a domicilio, regia di Francesco Prisco (2018)
- Saremo giovani e bellissimi, regia di Letizia Lamartire (2018)
- Il sindaco del rione Sanità, regia di Mario Martone (2019)
- Pinocchio, regia di Matteo Garrone (2019)
- 7 ore per farti innamorare, regia di Giampaolo Morelli (2020)
- Villetta con ospiti, regia di Ivano De Matteo (2020)
- Gli infedeli, regia di Stefano Mordini (2020)
- È stata la mano di Dio, regia di Paolo Sorrentino (2021)
- Il silenzio grande, regia di Alessandro Gassmann  (2021)
- Invisibili, regia di Federico Di Cicilia (2022)
- Svaniti nella notte, regia di Renato de Maria (2024)

### Televisione
- La squadra – serie TV, episodio 5X01 (2004)
- Cefalonia, regia di Riccardo Milani – miniserie TV (2005)
- Assunta Spina, regia di Riccardo Milani – miniserie TV (2006)
- Il segreto dell'acqua – serie TV, 6 episodi (2011)
- Il generale dei briganti, regia di Paolo Poeti – miniserie TV (2012)
- Il clan dei camorristi, regia di Alessandro Angelini e Alexis Sweet – miniserie TV (2013)
- Volare - La grande storia di Domenico Modugno, regia di Riccardo Milani – miniserie TV (2013)
- Benvenuti a tavola - Nord vs Sud – serie TV, episodio 2x09 (2013)
- Un caso di coscienza 5 – serie TV (2013)
- Le mani dentro la città – serie TV (2014)
- Per amore del mio popolo, regia di Antonio Frazzi – miniserie TV (2014)
- Una grande famiglia – serie TV (2015)
- The Young Pope – serie TV, episodio 1X06 (2016)
- I bastardi di Pizzofalcone – serie TV, 22 episodi (2017-2023)
- Sirene – serie TV (2017)
- Flash, regia di Valerio Vestoso – film TV (2018)
- Figli del destino, regia di Francesco Miccichè e Marco Spagnoli - docufilm (2019)
- Imma Tataranni - Sostituto procuratore – serie TV (2019-in corso)
- Vincenzo Malinconico, avvocato d'insuccesso – serie TV (2022-in corso)
- Filumena Marturano, regia di Francesco Amato – film TV (2022)
- 4 giorni per la libertà. Napoli 1943, regia di Massimo Ferrari – documentario (2023)
- Napoli milionaria!, regia di Luca Miniero – film TV (2023)
- Questi fantasmi!, regia di Alessandro Gassmann – film TV (2024)

## Teatro

### Attore
- Il silenzio grande di Maurizio De Giovanni, regia di Alessandro Gassmann (2019, 2022-2023)
- Resilienza 3.0 di Massimiliano Gallo (2021-2022)
- Stasera, punto e a capo! di e con Massimiliano Gallo (2022-in corso)
- Amanti, testo e regia di Ivan Cotroneo (2023-in corso)
- La notte di Vitaliano Trevisan, regia di Andrea Baracco (2024)
- Anni ’90… noi che volevamo la favola!, di e con Massimiliano Gallo (2024-in corso)
- Malinconico - moderatamente felice, di e con Massimiliano Gallo (2025)

### Regista
- Resilienza 3.0 di Massimiliano Gallo (2021-2022)
- Stasera, punto e a capo! (2022-in corso)
- Vesuvio - The Legend of Love (2024)
- Anni 90... noi che volevamo la favola! (2024-in corso)

## Doppiaggio
- Gatta Cenerentola, regia di Alessandro Rak, Ivan Cappiello, Marino Guarnieri, Dario Sansone (2017)

## Riconoscimenti
- Nastro d'argento
  - 2016 – Candidatura al migliore attore non protagonista per Per amor vostro
  - 2020 – Candidatura al migliore attore non protagonista per Il sindaco del rione Sanità
- Premio Flaiano
  - 2022 – Miglior interpretazione per Il silenzio grande
- Ciak d'oro
  - 2015 – Candidatura al migliore attore non protagonista per Perez. e Si accettano miracoli[7]
  - 2021 – Migliore attore per Il silenzio grande[8]